# Ouro Ali
Ouro Ali est une commune rurale du Mali, dans l'arrondissement central de Djenné, le Cercle de Djenné et la région de Mopti. Elle a pour chef-lieu le village de Senossa.

## Villages
La commune s'étend sur 10 localités relevées lors du recensement général de 2009. 
Les villages les plus peuplés sont :
- Senossa (4 272 habitants)
- Weraka (1 253 habitants)
- Djimatogo (1 216 habitants)